# High On Pepper
High On Pepper, född 26 april 2018, är en svensk varmblodig travhäst. Han tränas av Katja Melkko och körs av Jorma Kontio.
High On Pepper började tävla i mars 2021 och tog första segern i den tredje starten. Han har hittills sprungit in 4,6 miljoner kronor på 43 starter varav 21 segrar, 2 andraplatser och 4 tredjeplatser. Han har tagit karriärens hittills största seger i Bergsåker Winter Trot (2024).
Han har även segrat i Sylvesterloppet (2023), Örebro Intn'l (2024) och på andraplats i Harper Hanovers Lopp (2024) samt på tredjeplats i Örebro Intn'l (2023) och Margareta Wallenius-Klebergs Pokal (2023).

## Statistik
| Statistik för High On Pepper (Ref.) | Statistik för High On Pepper (Ref.) | Statistik för High On Pepper (Ref.) | Statistik för High On Pepper (Ref.) | Statistik för High On Pepper (Ref.) | Statistik för High On Pepper (Ref.) |
| ----------------------------------- | ----------------------------------- | ----------------------------------- | ----------------------------------- | ----------------------------------- | ----------------------------------- |
| Starter                             | Placeringar                         | Startprissumma                      | Segerprocent                        | Platsprocent                        | Rekord                              |
| 43                                  | 21-2-4                              | 4 692 180 kr                        | 49 %                                | 63 %                                | 1.10,8ak,                           |

### Större segrar
| År   | Lopp                  | Kusk         | Vinstbelopp | Grupp   |
| ---- | --------------------- | ------------ | ----------- | ------- |
| 2023 | Sylvesterloppet       | Jorma Kontio | 540 180 SEK | Grupp 2 |
| 2024 | Bergsåker Winter Trot | Jorma Kontio | 500 000 SEK | Grupp 2 |
| 2024 | Örebro Intn'l         | Jorma Kontio | 400 000 SEK | Grupp 2 |